# 289 a.C.

## Eventos
- Marco Valério Máximo Corvino e Quinto Cedício Nótua, cônsules romanos.